# Estíbaliz Gabilondo
Estíbaliz Gabilondo Cuéllar, también conocida como Esti Gabilondo, es una actriz de cine y televisión, periodista y guionista española. Es sobrina del exministro de Educación y Defensor del Pueblo Ángel Gabilondo y del periodista Iñaki Gabilondo.

## Biografía
Después de licenciarse en Comunicación Audiovisual por la Universidad de Navarra, se trasladó a Madrid para formarse como actriz en el Laboratorio de Teatro William Layton. Tras varios trabajos como actriz en diversas películas y series de televisión, saltó a la fama al convertirse en la primera mujer reportera del programa televisivo Caiga quien caiga. Llegó al programa en 2008, cuando este fue comprado por La Sexta, para sustituir a Gonzo en la sección Proteste ya, rompiendo moldes y cambiando la estética del programa (algo que ya se intentó unos años antes con la participación del drag queen Deborah Ombres). Con la llegada de CQC a Cuatro en abril de 2010, Esti repitió como reportera del programa.
En 2011 ficha por la productora Cuatro Cabezas para ejercer de guionista en espacios como ¿Quién quiere casarse con mi hijo?, Me cambio de década, Acapella, Un príncipe para Corina,  El jefe infiltrado o Perdidos en la tribu. Tras la quiebra de dicha compañía en 2017 pasa a formar parte de la productora Warner Bros ITVP, donde ha trabajado de guionista en Ven a cenar conmigo, Ven a cenar conmigo: Gourmet edition y  First Dates. También ha colaborado como columnista en el diario El País (en su edición del País Vasco), así como en varios programas radiofónicos. A partir de octubre de 2022, participa en el programa El comodín de La 1 como voz en off.

## Trayectoria

### Cine
- Izarren Argia, de Mikel Rueda (2009).
- Casual Day, de Max Lemcke (2007).
- Traumalogía, de Daniel Sánchez Arévalo (2007).
- Locos por el sexo, de Javier Rebollo (2006).
- El Calentito, de Chus Gutiérrez (2005).
- Slam, de Miguel Martí (2003).

### Series
- El Príncipe (serie de televisión), Telecinco, como fiscal Cristina Ruano (2014-2015).
- Bandolera, Antena 3, como Juana Montesinos (2011).
- Vaya semanita, ETB (2011). Espacio de Sketch.
- Alfonso, el príncipe maldito, Telecinco, como Chichina (2010).
- Maitena: Estados alterados, La Sexta, como Luna (2009).
- Amar en tiempos revueltos, La 1, como Cristina (2007-2008).
- A tortas con la vida, Antena 3, como Carolina (2005).
- Paco y Veva, La 1, como Dani (2004).
- Hospital Central, (2003) como Natalia.  Telecinco.
- Policías, (2002) 1 Episodio. Antena 3.
- Esto no es serio, ETB. Espacio de Sketch.
- Kilker Dema, ETB, como Maider.

### Programas Tv
- Puntodoc, Antena 3 (2007-2008). Reportera.
- Caiga quien caiga, Cuatro (2008-2009). Reportera.
- Malas compañías, La Sexta (2009). Colaboradora.
- Caiga quien caiga, Cuatro (2010). Reportera.
- Espejo público, Antena 3 (2014–2015). Colaboradora.
- Reiniciando, #0 (2016). Presentadora.
- El comodín de La 1, La 1 (2022). Voz en off.

### Radio
- Asuntos propios en RNE (2011-2012) Colaboradora.
- Lo mejor que te podría pasar en Melodía Fm (2014-2017) Colaboradora.
- Hoy por hoy en Cadena SER (2017-2019, 2023-) Colaboradora.
- Gente despierta en RNE (2022-) Colaboradora.

### Libros
- A un palmo del suelo (2016) Autora.